# Бессетт-Кеннеди, Кэролин
Кэ́ролин Джинн Бе́ссетт-Ке́ннеди (англ. Carolyn Jeanne Bessette-Kennedy; 7 января 1966, Уайт-Плейнс, Нью-Йорк, США — 16 июля 1999, Атлантический океан, у берегов Мартас-Винъярд, Массачусетс, США) — известный в мире моды публицист для Calvin Klein и супруга Джона Ф. Кеннеди-младшего, сына президента Джона Кеннеди и Жаклин Кеннеди. После её брака с Кеннеди отношения с мужем и её стиль стали предметом пристального внимания средств массовой информации, в том числе в сравнении  со стилем и отношениями её свекрови.
16 июля 1999 года Джон, Кэролин и её старшая сестра Лорэн погибли в авиакатастрофе у берегов Мартас-Винъярд, Массачусетс, США.

## Юность
Бессетт родилась в Уайт-Плейнс, округ Уэстчестер, штат Нью-Йорк, младшим ребёнком Уильяма Дж. Бессетта, столяра, и Энн Мессины, академического администратора в системе государственной школы Нью-Йорка. У неё было две старшие сестры, близнецы Лорен и Лиза.
Родители Кэролин развелись, когда она была ещё ребёнком. Её мать позже повторно вышла замуж за Ричарда Фримана, хирурга-ортопеда и переехала в Старый Гринвич, штат Коннектикут, в то время как Уильям остался жить в Уайт-Плейнс.
Бессетт посещала начальную школу Джунипер Хилл. Преподаватель искусств, Линда Бемис вспоминала её как застенчивого, но обычного ребёнка. Мать Каролин также работала в Джунипер Хилл нештатным преподавателем.
Выросшая в римско-католической семье, Каролин позже поступила в среднюю школу Святой Марии. Одноклассники охарактеризовали её как «прекрасного человека», во время учёбы в средней школе Каролин не выделялась в коллективе и так же как и все не пропускала ни одной школьной вечеринки.
После окончания средней школы в 1983 году, Бессетт поступила в школу при Бостонском университете. Там она недолго встречалась со своим одногруппником, Джоном Калленом, который впоследствии стал профессиональным хоккеистом и играл в НХЛ.
Какое-то время Каролин мечтала о карьере модели и даже наняла профессионального фотографа, чтобы сделать снимки для своего портфолио. Успешной моделью Бессетт не стала, зато появилась на обложке бостонского университетского календаря «Девушки Бостонского университета».

## Карьера
После колледжа и вплоть до брака с Кеннеди Кэролин работала в модном доме Calvin Klein. Она прошла путь от продавца в бостонском торговом центре Chestnut Hill до директора по маркетингу в крупнейшем магазине на Манхэттене. Во время работы в компании Calvin Klein Бессетт была замечена менеджером по продажам Сьюзан Сокол. Сокол была восхищена грацией и стилем Бессетт и позже рекомендовала её влиятельным клиентам модного дома, в частности таким актрисам, как Аннетт Бенинг и телеведущей Дайан Сойер.
В 1992 году Бессетт познакомилась с Кеннеди, в то время он ещё был в отношениях с актрисой Дэрил Ханна. Отношения Бессетт и Кеннеди начались в 1994 году и тут же стали заветной целью для папарацци и светской хроники, которые смаковали подробности о том, где они обедали и где делали покупки. Папарацци постоянно дежурили под окнами их квартиры в микрорайоне Трайбека, чтобы сделать эксклюзивные снимки.
Летом 1994 года Бессетт была представлена сенатору Эдварду Кеннеди. После свадьбы сенатор признался прессе: «Можно сразу сказать, что между ними было что-то особенное». Летом 1995 года Бессетт переехала в лофт Кеннеди, позднее в этом же году состоялась помолвка. Весной 1996 года Каролин уволилась из Calvin Klein.

## Свадьба
Кеннеди и Бессет успешно скрыли от прессы свою свадьбу, которая состоялась 21 сентября 1996 года. Церемония состоялась при свечах на отдалённом острове Камберленд в Джорджии, в крошечной деревянной часовне первой Африканской баптистской Церкви. Невеста выбрала свадебное платье из жемчужно-белого крепа тогда ещё малоизвестного дизайнера Нарcисо Родригеса из модного дома Черрути. Подружкой невесты была старшая сестра жениха Кэролайн Кеннеди, а шафером жениха — Энтони Рэдзивилл, сын сестры Джеки Ли Рэдзивилл-Росс. Дочери Кэролайн Кеннеди Татьяна и Роуз были цветочницами, а сын Джек подносил кольца. Медовый месяц пара провела в Турции.

## Жизнь в браке
После свадьбы внимание СМИ к паре усилилось, и Кэролин никак не могла свыкнуться с этим. Когда пара вернулась из своего медового месяца, на пороге их ждала масса репортёров.
Однажды Джон заявил:

Женитьба — это важный шаг для нас, особенно для такого непубличного человека, как Кэролин. Я прошу вас предоставить ей право на частную жизнь насколько это возможно.
Оригинальный текст (англ.)Getting married is a big adjustment for us, and for a private citizen like Carolyn even more so. I ask you to give her all the privacy and room you can.

Кэролин была сильно дезориентирована папарацци. Пара постоянно находилась под их пристальным вниманием, как на модных мероприятиях Манхэттена, так и во время своих поездок в гости к таким знаменитостям, как Мариучча Манделли и Джанни Версаче. Бессет жаловалась своему другу, журналисту, Джонатану Сорофф, что она не могла устроиться на работу, не будучи обвинённой в использовании своей славы. Её стиль, так называемый «непринуждённый шик», был упомянут в различных модных изданиях и неоднократно сравнивался со стилем её свекрови, бывшей первой леди Жаклин Онассис.
В то время как интерес к паре продолжался, Кэролин отказывалась от интервью и от предложений появиться в модных журналах. К концу своей жизни Бессет стала больше заниматься благотворительностью, сопровождала своего мужа на обедах в Белом доме и выступала в качестве хозяйки вечеринок для политического журнала своего мужа под названием George.
Согласно сообщениям, опубликованным после их смерти, Бессетт и Кеннеди испытывали проблемы в браке и размышляли о разводе в последние месяцы своей жизни. У пары было много разногласий, например отказ Кэролин родить детей, и работа Кеннеди над журналом George, во время которой она чувствовала себя покинутой, Кэролин также недолюбливала издательского партнёра Кеннеди, Майкла Бермана. По данным журнала Vanity Fair неуверенность Бессет, её тяга к постоянному контролю и манипулированию, а также частое употребление кокаина сделало её параноиком. Кроме того, Бессетт завидовала и крайне редко общалась со своей золовкой, Кэролайн Кеннеди, которая, как сообщается, критиковала невестку за опоздание на собственную свадьбу и ношение каблуков на пляже.
В своей книге «Проклятие Кеннеди: почему трагедия преследовала первую семью Америки в течение 150 лет», автор Эдвард Кляйн утверждал, что проблемы пары были связаны с трудностями Бессетт, связанными с повышенным вниманием средств массовой информации к ней и браку, обвинениями в неверности, разногласиями по поводу наличия детей и предполагаемым употреблением кокаина Кэролин. Друзья пары, Джон Перри Барлоу и Кристиан Аманпур, сообщили, что Бессетт и Кеннеди иногда ссорились и что Бессетт было трудно привыкнуть к интенсивному освещению её жизни в СМИ, но отрицали, что Бессетт употребляет наркотики или что пара планировала развестись. В марте 1999 года пара начала посещать консультанта по вопросам брака, а также обратилась за консультацией к кардиналу Джону О’Коннору летом 1999 года.

## Авиакатастрофа и смерть
Кэролин погибла 16 июля 1999 года вместе со своим мужем и старшей сестрой Лорен, когда легковой самолёт, который пилотировал Джон, врезался в Атлантический океан у берегов Мартас-Винъярд. Национальный совет по безопасности на транспорте (NTSB) определил, что вероятной причиной крушения была: «Неспособность пилота поддерживать контроль над самолётом во время спуска над водой в ночное время суток, что послужило результатом пространственной дезориентации. Факторами риска стали лёгкий туман и тёмная ночь».
21 июля 1999 года после длительных поисковых работ во второй половине дня были обнаружены обломки самолёта. Тела были извлечены водолазами из океана и доставлены кортежем в офис окружного медицинского эксперта, где вскрытия показали, что жертвы аварии погибли при столкновении. В то же время семьи Кеннеди и Бессетт объявили о своих планах проведения поминальных служб.
21 июля в конце дня все три тела были доставлены из Хианниса в Даксбери, где они были кремированы в крематории на кладбище Мэйфлауэр. Утром 22 июля их прах был рассеян с корабля Военно-Морского Флота USS Briscoe у берегов Мартас-Винъярд.

## В массовой культуре
До брака с Кеннеди Бессетт состояла в отношениях с моделью Кельвина Кляйна, Майклом Бергином, который написал мемуары под названием «Другой мужчина: Джон Ф. Кеннеди-младший, Кэролин Бессетт и я», которые были опубликованы в 2004 году.
В 2005 году близкая подруга Бессет, Кэрол Радзивилл, жена двоюродного брата Джона Энтони Станисласа Радзивилла, опубликовала мемуары под названием «Что осталось: Мемуары судьбы, дружбы и любви», в который вошли все её воспоминания о крушении самолёта.
В 2012 году помощник и публицист Джона Кеннеди, Розмари Теренцио, опубликовала свой опыт и закулисные наблюдения, основанные на её пятилетней работе с Кеннеди и, в конце концов, её дружбе с ним и его женой, в книге «Сказка прервалась: Мемуары жизни, любви и потери».
Чтобы создать персонажа Эми Данн из фильма «Исчезнувшая» режиссёр Дэвид Финчер посоветовал актрисе Розамунд Пайк вдохновиться образом Бессетт. Финчер сказал о Бессетт-Кеннеди следующее: «Она создала себя, она заново изобрела себя и открыла новую личность. Вот с чего я начал».
В 2015 году модельер Уэс Гордон, известный тем, что не любит обсуждать влияние своих коллекций, признал влияние Бессетт-Кеннеди на одежду для женщин в коллекции этого года. Гордон долго интересовался стилем Бессетт-Кеннеди до начала производства.